# Sartrouville
Sartrouville è un comune francese di 51 828 abitanti situato nel dipartimento degli Yvelines nella regione dell'Île-de-France.

## Società

### Evoluzione demografica
Abitanti censiti